# Scare Campaign
Scare Campaign è un film horror australiano del 2016 scritto e diretto da Cameron e Colin Cairnes.

## Trama
Marcus è il creatore di un programma televisivo di successo dal nome Scare Campaign. Il programma è una sorta di candid camera che si basa sull'inscenare scherzi spaventosi tramite l'utilizzo di attori e di una troupe di esperti, per poi filmare gli ignari protagonisti malcapitati. Tra gli attori più importanti vi è Emma che, solitamente, interpreta i ruoli più significativi.
Dopo l'ennesimo scherzo, il loro produttore televisivo avvisa Marcus e la troupe che il numero di ascolti continua a calare, dando loro un solo ultimo episodio come possibilità per potersi rinnovare e trovare qualcosa di più forte, che sembri vero e attiri ascolti. Questo perché, intanto, su internet spopolano dei ragazzi che, indossando delle maschere, girano dei veri e propri snuff movie per poi caricarli in rete.
I ragazzi di Scare Campaign, allora, organizzano un ultimo scherzo in un manicomio abbandonato, usando come vittima un ex custode del posto uscito da poco da una casa di cura. Da subito però le cose precipiteranno in disgrazia, entrando anche nel mirino degli stessi killer mascherati.